# Holder of the Year
Der Peter Mortell Holder of the Year Award (HOTY) ist eine seit dem Jahr 2015 vergebene Auszeichnung für den besten Holder im College Football.

## Geschichte
Am 1. Dezember 2015 veröffentlichte der Punter und Holder der Minnesota Golden Gophers, Peter Mortell, einen Tweet, in dem er sich selber zum Holder of the Year ernannte. Dieser Tweet wurde von US-amerikanischen Medien verbreitet. Als Reaktion auf diesen Tweet wurde am 10. Dezember 2015 bei der Verleihung des College Football Awards erstmals die Auszeichnung Holder of the Year vergeben. Gewinner war auch hier Mortell. 2016 gewann Garrett Moores von der University of Michigan. 2017 gewann Connor McGinnis von den Oklahoma Sooners die Auszeichnung. 2018 gewann Mac Loudermilk von der University of Central Florida. Nach der Saison 2019 erhielt Preston Brady von der University of Memphis die Auszeichnung. 2020 gewann Spencer Jones, wodurch Oklahoma zum ersten Footballprogramm wurde, das zwei HOTY-Gewinner stellt. 2021 erhielt Reid Bauer von der University of Arkansas den Award.